# Capricornis crispus

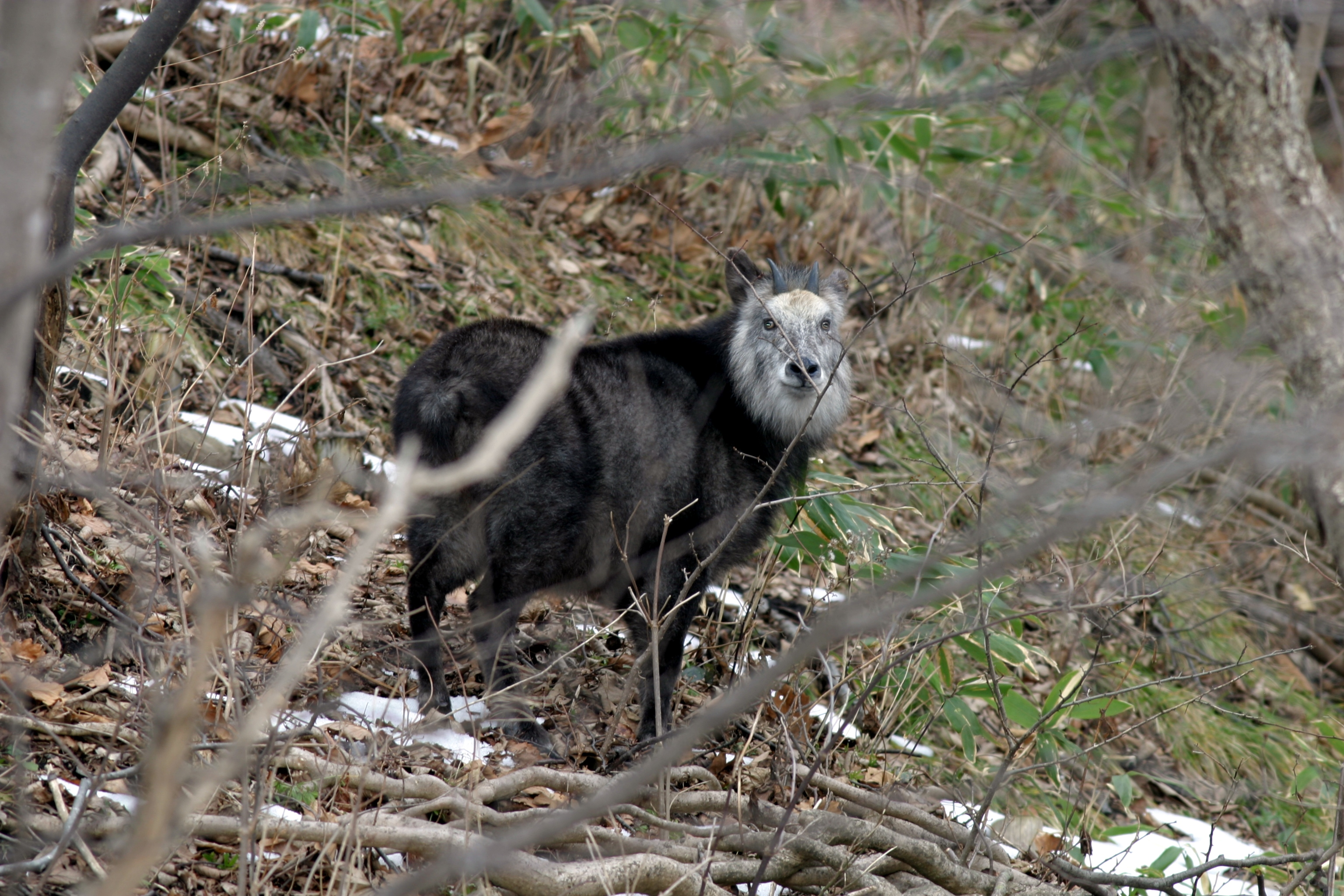
Un capricorno del Giappone nei dintorni di Wakinosawa (Prefettura di Aomori).

Il capricorno del Giappone (Capricornis crispus Temminck, 1836), noto in giapponese come Nihon kamoshika (日本カモシカ?), è un mammifero artiodattilo della sottofamiglia dei Caprini.

## Descrizione
Il capricorno del Giappone raggiunge un'altezza al garrese di 60–90 cm e pesa 30–130 kg. Il suo mantello, molto folto, specialmente sulla coda, è di colore marrone screziato sul dorso e bianco e nero sulle regioni inferiori. In entrambi i sessi sono presenti piccole corna di 10 cm, ricurve all'indietro.

## Distribuzione e habitat
Questa specie è endemica del Giappone e precisamente di tre delle sue isole principali: Honshū, Shikoku e Kyūshū. Su Honshu, nelle aree ad essa più idonee, è diffusa in gran numero, ma è assente nelle aree coltivate di pianura e in quelle vicine agli insediamenti umani. Su Shikoku e Kyushu la sua distribuzione è più limitata. Prima degli inizi del XX secolo è scomparsa dalle regioni occidentali di Honshu ed è enormemente diminuita di numero in altre zone. A partire dagli anni sessanta, tuttavia, il suo areale si sta di nuovo espandendo.

## Biologia
I capricorni del Giappone vivono nelle fitte foreste delle regioni collinari, dove si nutrono di foglie e ghiande. Sono creature diurne che vanno in cerca di cibo la mattina e la sera, trascorrendo il resto della giornata riposandosi al riparo di pareti rocciose. Perlopiù solitari, si incontrano anche in coppie, talvolta accompagnate dai piccoli. Generalmente occupano territori poco estesi, di circa 20 km² per esemplare e fino a 200 km² per i branchi più numerosi. Questi territori vengono marcati con una sostanza simile all'aceto secreta da ghiandole preorbitali poste proprio davanti agli occhi.
In cattività possono vivere fino a 10 anni, ma la durata di vita in natura è sconosciuta. La popolazione in cattività è di circa 35 esemplari.

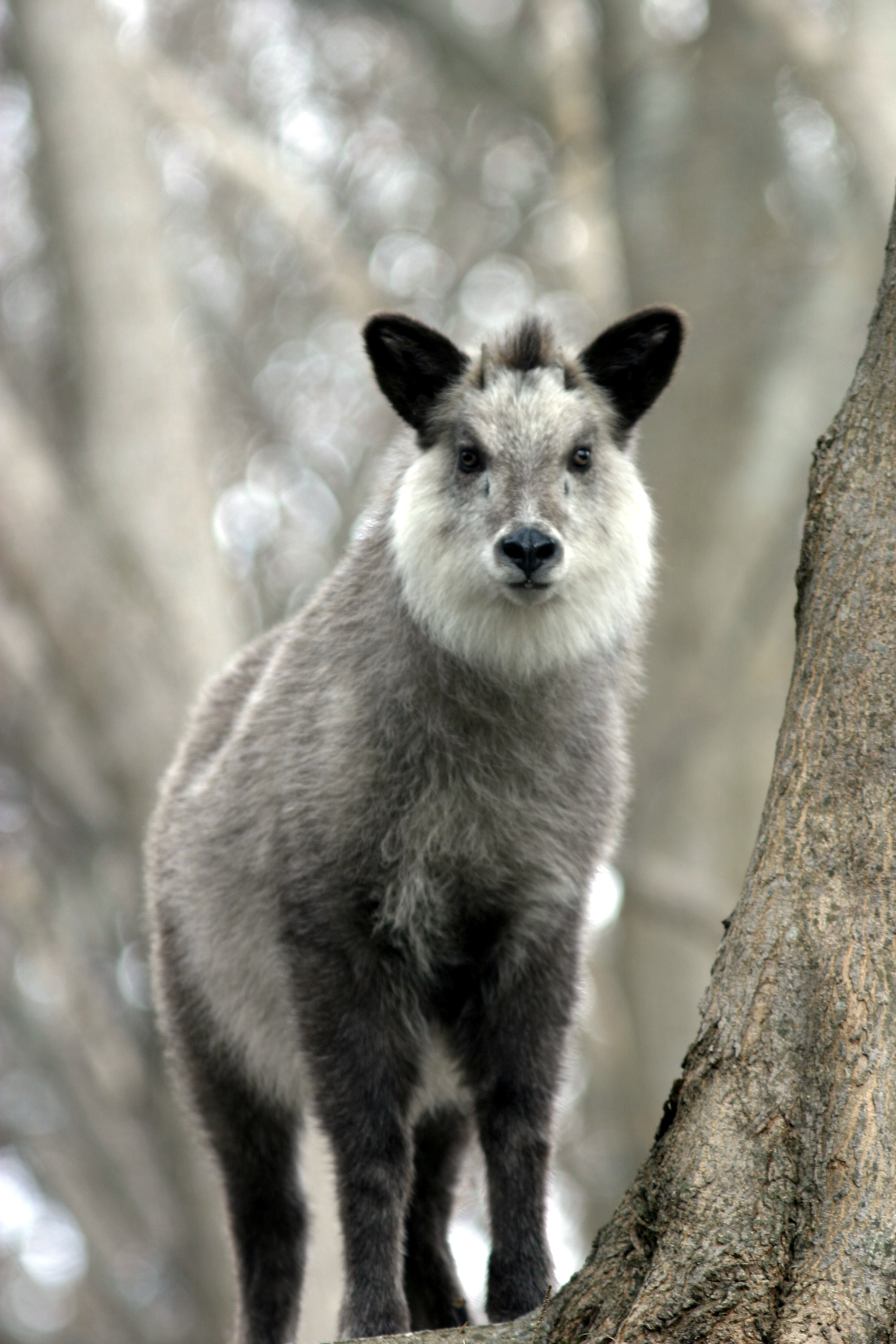
Un capricorno del Giappone.